# المتوسطية للزجاج المصقول (شركة)
المتوسطية للزجاج المصقول هي شركة جزائرية متخصصة في إنتاج ومعالجة وتوزيع الزجاج للبناء وتطبيقات الطاقة الشمسية وبعض الصناعات المتخصصة. و هي الشركة الرائدة في إنتاج الزجاج في أفريقيا.

## تاريخ الشركة
تم انشاءها يوم 28 ماي 2007.
في 14 نوفمبر 2016 ، تم تدشين خط إنتاج ثان ، مما يجعل الطاقة الإنتاجية للشركة 1.400 طن/يوم.

## جهاز صناعي
تنتج الشركة عدة أنواع من الزجاج ، بما في ذلك الزجاج الشفاف ، المسطح ، الرقائقي ، المغطى بلين.و تنتج ما يقرب من 30 ٪ الإنتاج موجه للسوق الجزائري و 70% من النسبة المتبقية يتم تصديرها إلى أوروبا بشكل رئيسي.
تمتلك الشركة وحدة تسويق، مع قاعدتين لوجيستيتين ، واحدة في ترينيتا في إيطاليا والأخرى في فالنسيا في إسبانيا .

## مذكرات و مراجع
1. ↑  "LES PORTES OUVERTES SUR LES FILIALES DE CEVITAL INAUGURÉES HIER MFG : à la découverte du numéro 1 du verre en Afrique". Liberté. مؤرشف من الأصل في 2020-07-01. اطلع عليه بتاريخ 18 février 2013. {{استشهاد ويب}}: تحقق من التاريخ في: |تاريخ الوصول= (مساعدة)
2. ↑  "MFG: La 2ème ligne de production de verre Float inaugurée". DZ Entreprise. مؤرشف من الأصل في 27 أغسطس 2018. اطلع عليه بتاريخ 10 septembre 2019. {{استشهاد ويب}}: تحقق من التاريخ في: |تاريخ الوصول= (مساعدة)
3. ↑  « Une filiale de Cevital exporte vers plusieurs pays/Le verre 100 % Algérien part à la conquête du monde », sur Algérie-Focus, 18 novembre 2016 (consulté le 18 avril 2019) نسخة محفوظة 28 أغسطس 2018 على موقع واي باك مشين.

## رابط خارجي
- الموقع الرسمي